# 张荣亮
张荣亮（1951年3月23日-）中国基督教新教家庭教会方城教会的负责人。    
张荣亮本姓孙，出生在中国河南省南阳地区方城县孙禄庄，小学文化，少年时期父亲在大饥荒中饿死，13岁随祖父参加基督教聚会，文革期间随母亲改嫁而改姓张。1969年秘密受洗。张荣亮于1976年被捕，以反革命罪判处有期徒刑7年。1994年和1999年两度被控扰乱社会秩序遭到公安局收容审查和劳动教养。2004年12月，再度因骗取出境证件罪被捕。